# Zatorze (Tczew)
Zatorze – część Tczewa.
Zlokalizowana jest "za torami", na północny wschód od linii kolejowej z Gdańska w kierunku Malborka, a ściślej, w stosunku do centrum miasta – za dworcem kolejowym w Tczewie. Ograniczona jest ww. linią kolejową, ulicą Kolejową, Łąkową i Kanałem Młyńskim (w poczet Zatorza włącza się też przemysłowe okolice ul. Za Dworcem). Zabudowana osiedlami robotniczymi związanymi z koleją, powstałymi od II połowy XIX w. do okresu powojennego. Z resztą miasta łączy się ul. Kolejową oraz kładką dla pieszych nad peronami tczewskiego dworca kolejowego.